# Jim McElreath
Jim McElreath, né le 18 février 1928 à Arlington aux États-Unis et mort le 18 mai 2017, est un pilote automobile américain.
Il a concouru dans les championnats USAC et CART.

## Biographie
Jim McElreath commence sa carrière de pilote en 1961. Il prend le départ de 178 courses jusqu'en 1983, dont 15 aux 500 miles d'Indianapolis. Classé à 101 reprises dans les dix premiers pilotes des courses dans lesquelles il s'est engagé, il remporte également 5 victoires absolues. En 1962, il est nommé Rookie of the year (meilleur débutant de l'année) à Indianapolis grâce à sa sixième place. Il est, depuis 2002 entré au panthéon du National Sprint Car Hall of Fame.

## Vie privée
Le fils de Jim Elreath, James Jr., meurt dans un accident de sprint car en 1977. Sa fille, Shirley épouse le pilote américain Tony Bettenhausen Jr. Tous deux décèdent en l'an 2000 dans l'accident de leur avion personnel.

## Résultats aux500 milesd'Indianapolis
| Année | Châssis      | Moteur      | Départ         | Résultat |
| ----- | ------------ | ----------- | -------------- | -------- |
| 1962  | Kurtis Kraft | Offenhauser | 7e             | 6e       |
| 1963  | Watson       | Offenhauser | 6e             | 6e       |
| 1964  | Kurtis Kraft | Novi        | 26e            | 21e      |
| 1965  | Brabham      | Offenhauser | 16e            | 20e      |
| 1966  | Brabham      | Ford        | 7e             | 3e       |
| 1967  | Moore        | Ford        | 11e            | 5e       |
| 1968  | Coyote       | Ford        | 13e            | 14e      |
| 1969  | Brawner Hawk | Offenhauser | 7e             | 28e      |
| 1970  | Coyote       | Ford        | 33e            | 5e       |
| 1971  | Coyote       | Ford        | Non qualifié   |          |
| 1972  | Coyote       | Foyt        | Non qualifié   |          |
| 1973  | Eagle        | Offenhauser | 33e            | 23e      |
| 1974  | Eagle        | Offenhauser | 30e            | 6e       |
| 1976  | Eagle        | Offenhauser | Non qualifié   |          |
| 1977  | Eagle        | AMC         | 20e            | 23e      |
| 1978  | Eagle        | Offenhauser | 26e            | 20e      |
| 1979  | Penske       | Cosworth    | 19e            | 35e      |
| 1980  | Penske       | Cosworth    | 11e            | 24e      |
| 1981  | Penske       | Cosworth    | Voiture vendue |          |
| 1982  | King         | Chevrolet   | Non qualifié   |          |